# Sanji Mmasenono Monageng
Sanji Mmasenono Monageng (sinh ngày 9 tháng 8 năm 1950) là thẩm phán của Tòa án Hình sự Quốc tế (ICC) kể từ năm 2009.

## Sự nghiệp
Monageng là một công dân của Botswana. Bà trở thành thẩm phán ở Botswana năm 1989. Năm 2003, Monageng được bầu làm Ủy viên trong Ủy ban Nhân quyền và Nhân dân Châu Phi, một cơ quan của Liên minh Châu Phi. Vào tháng 11 năm 2006, bà đã tham dự cuộc họp cho Nguyên tắc Yogyakarta được tổ chức tại Đại học Gadjah Mada. Năm 2007, bà trở thành Chủ tịch của Ủy ban.

## ICC
Năm 2009, Monageng đã được Hội đồng các quốc gia của tòa án bầu làm thẩm phán của ICC. Nhiệm kỳ 9 năm không tái tạo của bà hết hạn vào năm 2018.
Khi Monageng được bầu vào ICC năm 2009, bà được chỉ định ngồi trong Phòng xét xử sơ thẩm của Tòa án. Mongaeng vẫn ở trong Phòng thử nghiệm trước năm 2012. Sau khi phục vụ trong Phòng xét xử trước, Monageng bắt đầu làm việc trong Phòng Kháng cáo vào năm 2012. Bà được thăng chức Chủ tịch Ban Kháng cáo năm 2014.
Từ năm 2012 đến 2015, bà giữ chức Phó chủ tịch thứ nhất của Tòa án với nhiệm kỳ ba năm.

## Tòa án tối cao
Vào thời điểm bà được bầu làm thẩm phán của ICC, Monageng cũng đóng vai trò là thẩm phán của Tòa án tối cao Gambia và là thẩm phán của Tòa án tối cao Swaziland. Bà đã hành động ở những vị trí này theo Chương trình Hợp tác Kỹ thuật Liên bang.

## Danh dự
Vào ngày 30 tháng 9 năm 2013, Monageng đã nhận được Huân chương Danh dự của Tổng thống từ Tổng thống Ian Khama. Năm 2014, Monageng đã được Hiệp hội Thẩm phán Phụ nữ Quốc tế trao tặng Giải thưởng Nhân quyền.